# Pre-illinoiano
Lo stadio Pre-Illinoiano (o pre-Illinoian) è il nome usato correntemente per i depositi glaciali e interglaciali dell'antico e intermedio Pleistocene nello specifico ambito del Nord America. Come il più vecchio stadio nella nomenclatura nord americana, esso precede lo stadio Illinoiano. Durante lo stadio Pre-Illinoiano, sono stati riconosciuti 11 periodi glaciali distinti. Nelle Isole Britanniche, lo stadio Pre-Illinoiano è equivalente a un insieme di stadi: Bramertoniano, Pre-Pastoniano, Pastoniano, Beestoniano, Cromeriano, Angliano, Hoxniano, e il più basso Wolstoniano. La fine dello stadio Pre-Illinoiano è stata correlata alla fine dello stadio dell'isotopo marino 9 a 300.000 BP Più recenti rilevamenti geologici, carotaggio, e datazione della luminescenza stimolata otticamente dei depositi di tillite del glaciale Illinoiano (Formazione di Glasford) e depositi di dilavamento  (Formazione di Pearl) della lingua del ghiacciaio Illinoiano nell'Illinois centro-settentrionale dimostra che l'inizio dello stadio Illinoiano e la fine di quello Pre-Illinoiano viene a correlarsi con l'inizio dello stadio dell'isotopo marino 6 a 191.000 BP.
Il Pleistocene anteriore allo stadio Illinoiano venne precedentemente ad essere suddiviso negli stadi (periodi) Nebraskiano (glaciale), Aftoniano (interglaciale), Kansano (glaciale), e Yarmouthiano (interglaciale). Tuttavia, studi dettagliati riguardo a questi stadi hanno rivelato che la supposizione e i criteri, sui quali essi furono definiti, si dimostrarono errati a tal punto che questi stadi diventarono insignificanti nei termini delle attuali registrazioni glaciale-interglaciale.  Per esempio, invece di 2 glaciazioni prima dello stadio Illinoiano, venne scoperto che successero 11 glaciazioni distinte. In più, ciò che si presumeva fosse un singolo strato di cenere vulcanica, utilizzata per correlare e differenziare i depositi glaciali Kansani e Nebraskani, si scoprì invece attualmente che erano tre strati di cenere vulcanica di periodi di gran lunga differenti. Similmente, si trovò che i paleosol utilizzati per la definizione degli stadi fossero stati di gran lunga irrelati, essendo costituiti essi di paleosol di età molto diverse. A causa di queste ed altri maggiori problemi, i concetti, su cui vengono definiti gli stadi Nebraskiano, Aftoniano, Kansano e Yarmouthiano (Yarmouth), vennero screditati e questi stadi furono scartati come inutilizzabili per i geologi nordamericani. Come risultato, questi stadi furono fusi tutti in quello Pre-Illinoiano.